# شهرداری خرایسیه
شهرداری خرایسیه (به عربی: بلدية خرايسية) یک شهرداری در الجزایر است که در استان الجزیره واقع شده‌است.